# Thuộc địa Brasil
Thuộc địa Brasil (tiếng Bồ Đào Nha: Brasil Colonial) bao gồm khoảng thời gian từ năm 1500, với sự xuất hiện của Bồ Đào Nha, cho đến năm 1815, khi Brasil được nâng cấp thành Vương quốc Liên hiệp Bồ Đào Nha, Brasil và Algarves. Trong 300 năm đầu của lịch sử thuộc địa Brasil, việc khai thác kinh tế của lãnh thổ này trước tiên dựa trên khai thác brasilwood (pau brazil) (thế kỷ 16), đặt tên cho lãnh thổ này; sản xuất đường (thế kỷ 16 thế kỷ 18); và cuối cùng là khai thác vàng và kim cương (thế kỷ 18). Những người nô lệ, đặc biệt là những người được mang đến từ châu Phi, đã cung cấp phần lớn lực lượng lao động của nền kinh tế xuất khẩu Brasil sau một thời gian ngắn làm nô lệ da đỏ để cắt brasilwood.
Trong ba trăm năm, tài nguyên của Brasil đã bị Bồ Đào Nha khai thác. Những tài nguyên này bao gồm gỗ từ cây Caesalpinia echinata (thế kỷ 16), đường (thế kỷ 16 đến 18), và vàng và đá quý (thế kỷ 18). Các công nhân được sử dụng để khai thác các tài nguyên này chủ yếu là nô lệ từ châu Phi.
Không giống như các thuộc địa Tây Ban Nha ở châu Mỹ, Bồ Đào Nha duy trì sự thống nhất giữa lãnh thổ và ngôn ngữ Brasil, để nó trở thành tiền thân của quốc gia lớn nhất Nam Mỹ.